# Violante da Montefeltro
Violante da Montefeltro (Urbino, 18 maggio 1430 – Ferrara, 1493) era figlia di Guidantonio da Montefeltro (1377-1442) e di Caterina Colonna (m. 1438); sorella di Federico da Montefeltro, fu moglie di Domenico Malatesta Novello e Signora di Cesena.

## Biografia
Nel 1434 Sigismondo Pandolfo Malatesta, Signore di Rimini, la chiede in sposa per suo fratello Domenico Malatesta Novello, Signore di Cesena. Il matrimonio viene celebrato il 2 giugno del 1442 a Urbino; Novello ha 24 anni, Violante 12 e data la giovane età di lei i due sposi restano separati ciascuno nella sua città.
Nel 1444 il fratello Oddantonio da Montefeltro (1428 - 1444), divenuto Duca di Urbino alla morte del padre, viene ucciso da una congiura a cui assistono Violante e le due sorelle: Agnesina, che andrà sposa ad Alessandro Gonzaga e Sveva, futura moglie  di Alessandro Sforza. Nel terrore di quella notte Violante fa voto di castità perpetua.
Divenuto signore di Urbino il fratello Federico (1422 - 1482), il 13 luglio del 1445 Violante rinuncia a tutti i diritti ereditari in favore del nuovo Duca e chiede in cambio la somma di 7.000 ducati d'oro.
Sospettata di aver avuto contatti con un gruppo che aveva congiurato contro Federico, nel 1446 Violante viene separata dalle sorelle e si rifugia a Roma presso lo zio paterno, il cardinale Prospero Colonna. Nell'ambiente romano entra in contatto con illustri umanisti, tra i quali Flavio Biondo di Forlì.

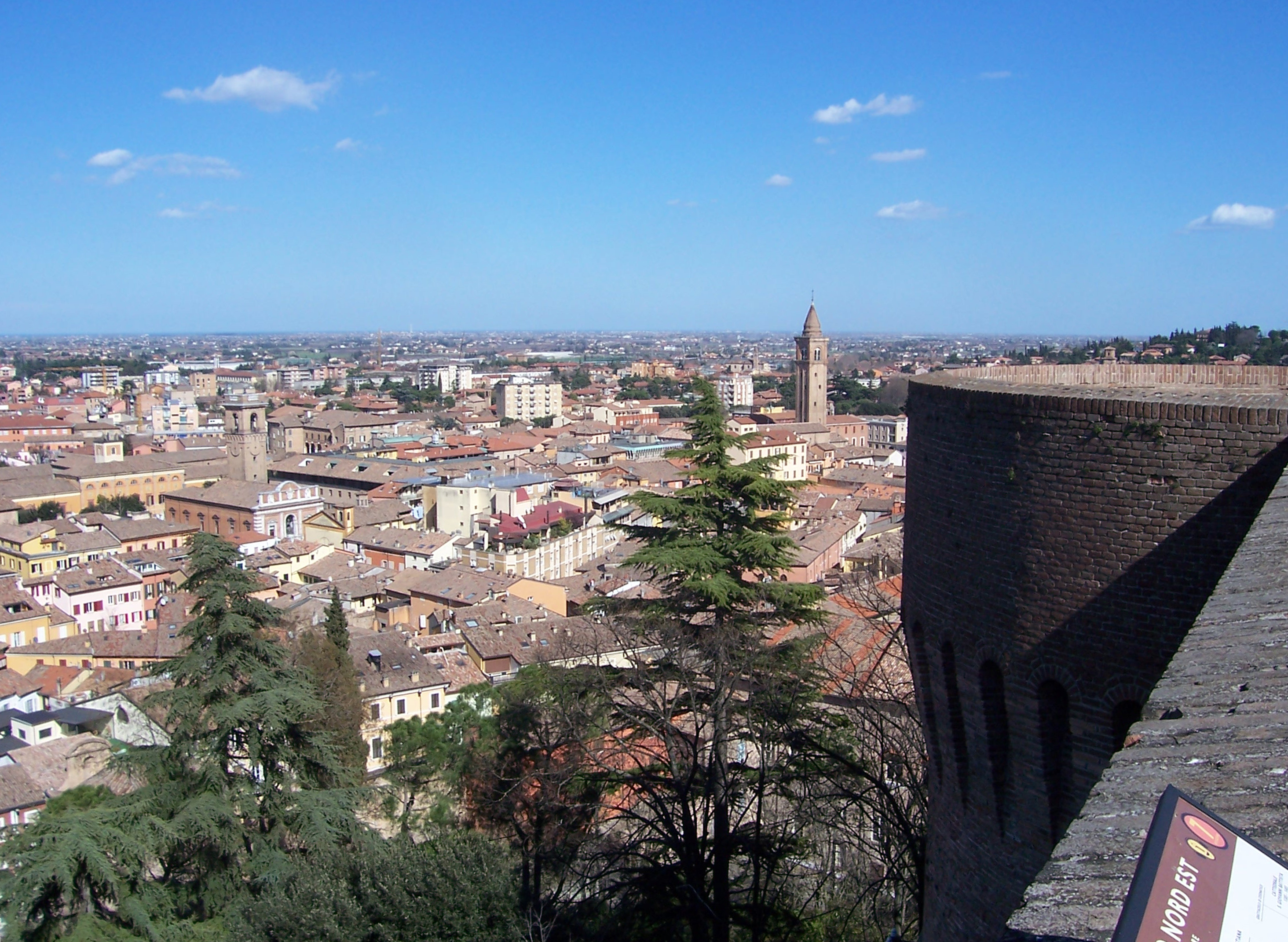
La "città malatestiana" vista dagli spalti della Rocca

### Signora di Cesena
Il 13 giugno del 1447 si ricongiunge a Cesena con Novello per incominciare la sua vita di moglie e Signora di Cesena. Onorata da tutti, rispettata dal marito che non si oppone al voto di castità anche per suoi problemi di salute, viene descritta come donna molto bella, di onesti ed egregi costumi, di grande religiosità e virtù, semplice e modesta anche nel vestire, ma piacevole nei rapporti con le persone. 
Nel 1457 e nel 1460 si adopera perché venga donato ai frati dell'Osservanza un terreno fuori porta, e perché venga loro concesso dalla Repubblica di Venezia del legname per la costruzione del convento.
Sollecita la costruzione del nuovo Ospedale del Crocifisso nei pressi della Cattedrale, si occupa delle questioni relative  all'amministrazione spicciola del territorio e di dirimere divergenze tra sudditi e affittuari.
Quando Novello si dedica alla costruzione della Biblioteca, che da lui prenderà il nome di Malatestiana, Violante offre un notevole contributo grazie alla formazione umanistica acquisita ad Urbino e nel successivo soggiorno romano.

### Monaca a Ferrara

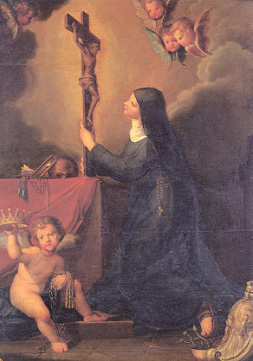
Suor Serafina in preghiera, dipinto attribuito a Gian Andrea Lazzarini

Il 20 novembre 1465 Novello muore a quarantasette anni e Violante, vedova a 35 anni, decide di ritirarsi in monastero a Ferrara, dove prenderà il nome di suor Serafina e dove diventerà Badessa. Prima di lasciare Cesena donerà tutti i suoi beni, parte alla Chiesa e parte alla città stessa, che l'ha amata come sua Signora. Per il ricordo che ha lasciato di sé, i cesenati si impegnano, con una delibera del 14 marzo 1467, a sovvenire con una somma di 25 lire annue ai bisogni di olio per il monastero di Ferrara dove Violante ha sotto la sua tutela ben 142 suore.
Violante da Montefeltro muore a Ferrara nel 1493, a 63 anni di età e in odore di santità.

## Ascendenza
|                            |                 |                      | Genitori                 |  |  | Nonni |  |  | Bisnonni                   |  |  | Trisnonni            |  |
|                            |                 |                      |                          |  |  |       |  |  | Federico II da Montefeltro |  |  | Nolfo da Montefeltro |  |
|                            |                 |                      |                          |  |  |       |  |  | Federico II da Montefeltro |  |  | Nolfo da Montefeltro |  |
|                            |                 | Margherita Gabrielli |                          |  |  |       |  |  | Federico II da Montefeltro |  |  |                      |  |
| Antonio II da Montefeltro  |                 |                      |                          |  |  |       |  |  | Federico II da Montefeltro |  |  |                      |  |
|                            |                 | Teodora Gonzaga      | Ugolino Gonzaga          |  |  |       |  |  |                            |  |  |                      |  |
|                            |                 | Teodora Gonzaga      | Ugolino Gonzaga          |  |  |       |  |  |                            |  |  |                      |  |
|                            |                 | Teodora Gonzaga      | Emilia della Gherardesca |  |  |       |  |  |                            |  |  |                      |  |
| Guidantonio da Montefeltro |                 | Teodora Gonzaga      |                          |  |  |       |  |  |                            |  |  |                      |  |
|                            |                 | ?                    | ?                        |  |  |       |  |  |                            |  |  |                      |  |
|                            |                 | ?                    | ?                        |  |  |       |  |  |                            |  |  |                      |  |
|                            |                 | ?                    | ?                        |  |  |       |  |  |                            |  |  |                      |  |
| Agnesina di Vico           |                 | ?                    |                          |  |  |       |  |  |                            |  |  |                      |  |
|                            |                 | ?                    | ?                        |  |  |       |  |  |                            |  |  |                      |  |
|                            |                 | ?                    | ?                        |  |  |       |  |  |                            |  |  |                      |  |
|                            |                 | ?                    | ?                        |  |  |       |  |  |                            |  |  |                      |  |
| Violante da Montefeltro    |                 | ?                    |                          |  |  |       |  |  |                            |  |  |                      |  |
|                            | Agapito Colonna | Pietro Colonna       |                          |  |  |       |  |  |                            |  |  |                      |  |
|                            | Agapito Colonna | Pietro Colonna       |                          |  |  |       |  |  |                            |  |  |                      |  |
|                            | Agapito Colonna | Letizia Conti        |                          |  |  |       |  |  |                            |  |  |                      |  |
| Lorenzo Onofrio Colonna    | Agapito Colonna |                      |                          |  |  |       |  |  |                            |  |  |                      |  |
|                            |                 | Caterina Conti       | Giovanni Conti           |  |  |       |  |  |                            |  |  |                      |  |
|                            |                 | Caterina Conti       | Giovanni Conti           |  |  |       |  |  |                            |  |  |                      |  |
|                            |                 | Caterina Conti       | Margherita Colonna       |  |  |       |  |  |                            |  |  |                      |  |
| Caterina Colonna           |                 | Caterina Conti       |                          |  |  |       |  |  |                            |  |  |                      |  |
|                            |                 | Jacobello Caetani    | ?                        |  |  |       |  |  |                            |  |  |                      |  |
|                            |                 | Jacobello Caetani    | ?                        |  |  |       |  |  |                            |  |  |                      |  |
|                            |                 | Jacobello Caetani    | ?                        |  |  |       |  |  |                            |  |  |                      |  |
| Sveva Caetani              |                 | Jacobello Caetani    |                          |  |  |       |  |  |                            |  |  |                      |  |
|                            |                 | ?                    | ?                        |  |  |       |  |  |                            |  |  |                      |  |
|                            |                 | ?                    | ?                        |  |  |       |  |  |                            |  |  |                      |  |
|                            |                 | ?                    | ?                        |  |  |       |  |  |                            |  |  |                      |  |
|                            |                 | ?                    |                          |  |  |       |  |  |                            |  |  |                      |  |